# Saint-Jean-Cap-Ferrat
Saint-Jean-Cap-Ferrat – miejscowość i gmina we Francji, w regionie Prowansja-Alpy-Lazurowe Wybrzeże, w departamencie Alpy Nadmorskie.
Według danych na rok 1990 gminę zamieszkiwało 2248 osób, a gęstość zaludnienia wynosiła 906 osób/km² (wśród 963 gmin regionu Prowansja-Alpy-W. Lazurowe Saint-Jean-Cap-Ferrat plasuje się na 250. miejscu pod względem liczby ludności, natomiast pod względem powierzchni na miejscu 826.).
W Saint-Jean-Cap-Ferrat zmarli m.in. w 1965 angielski pisarz William Somerset Maugham a w 1979 producent muzyczny Walter Legge.

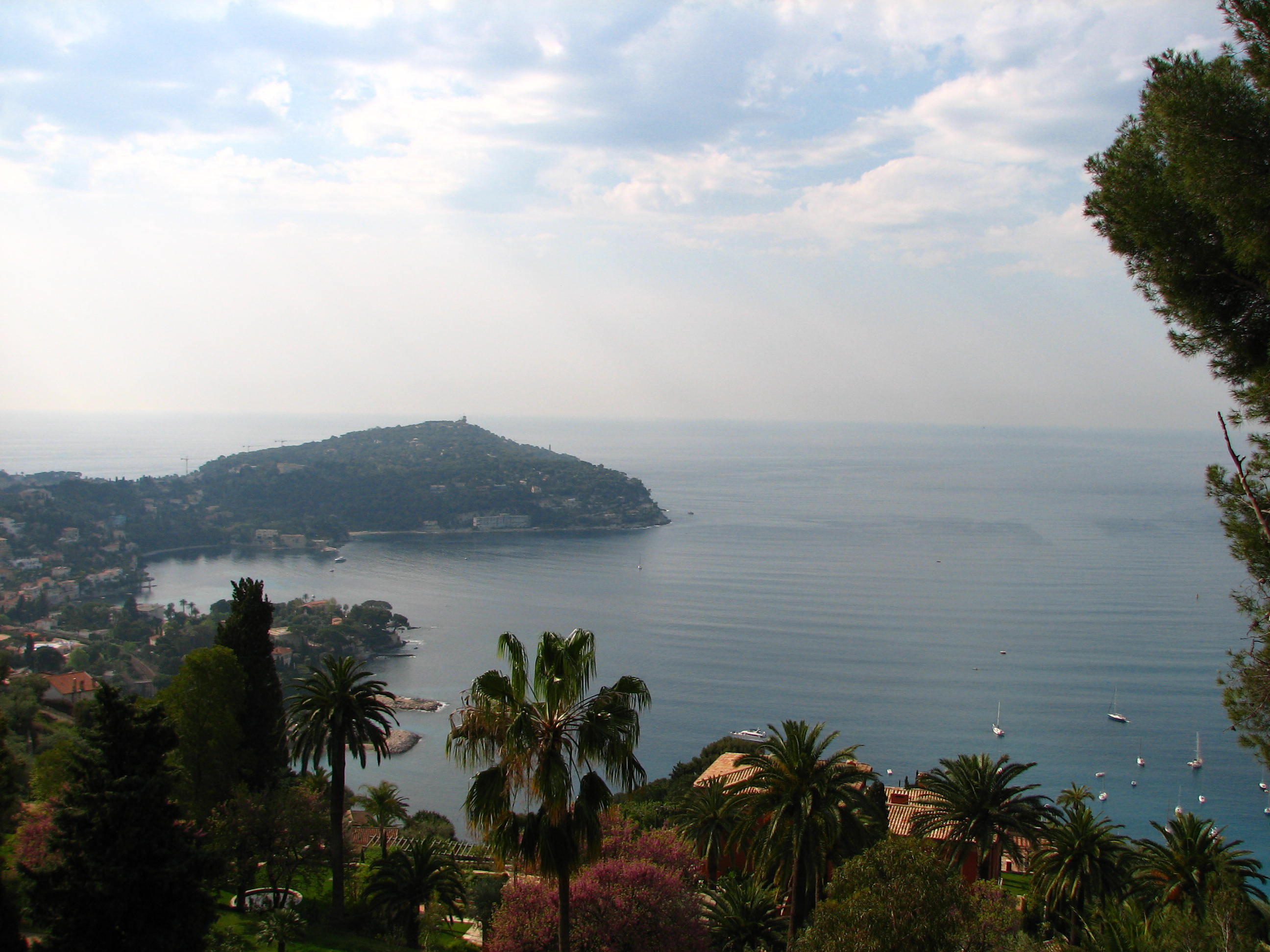
Cap Ferrat from Villefranche-sur-Mer
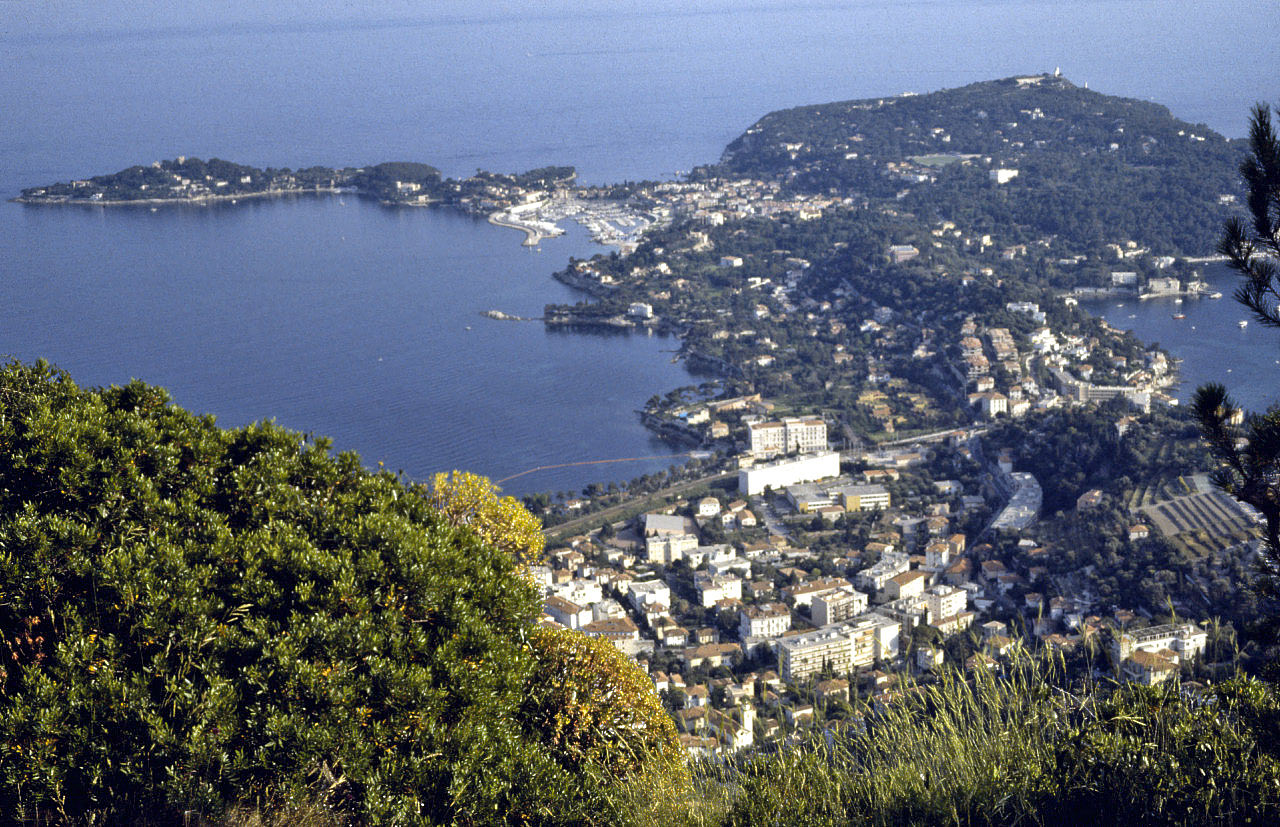
Saint-Jean-Cap-Ferrat from Beaulieu-sur-Mer
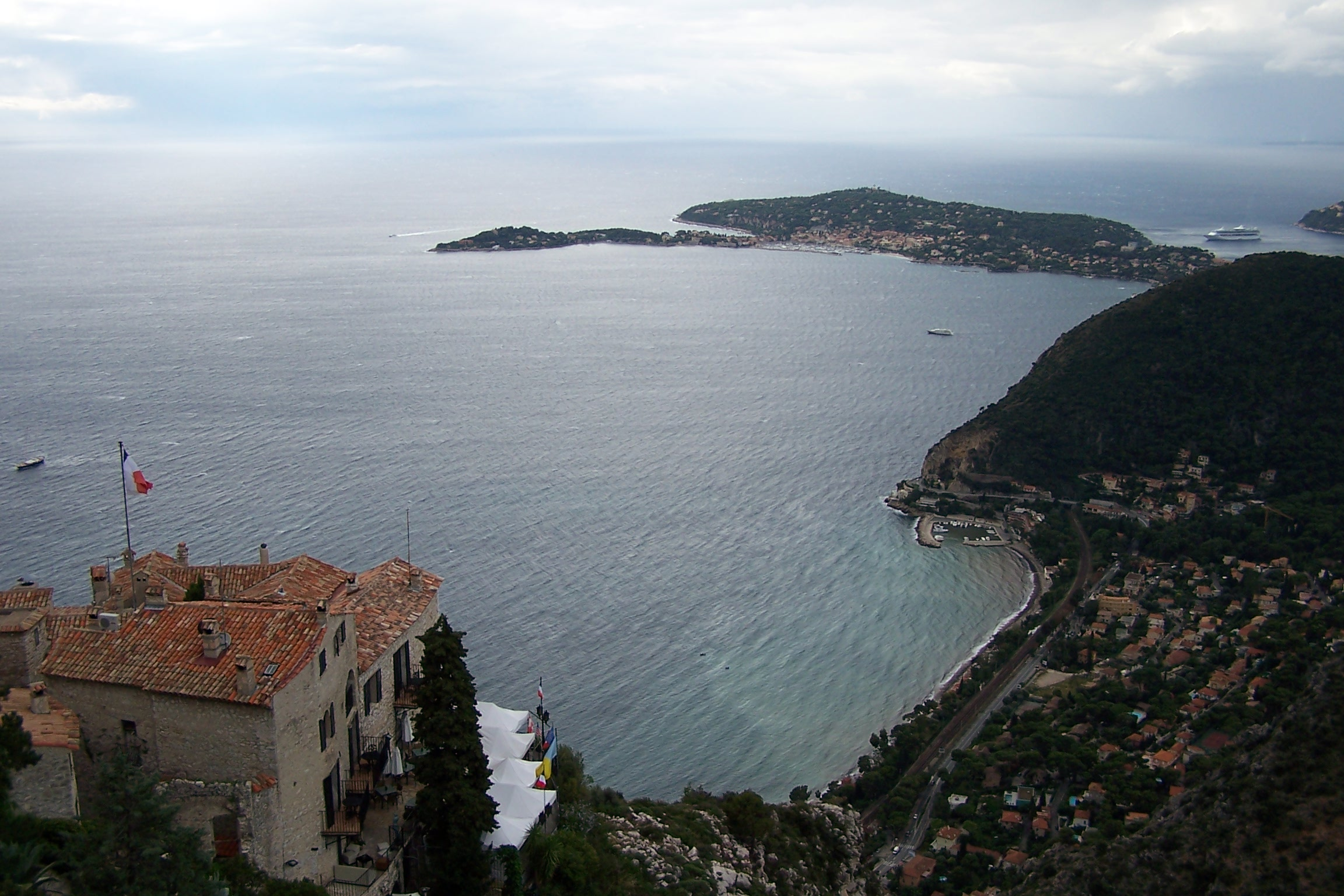
Cap Ferrat from Eze
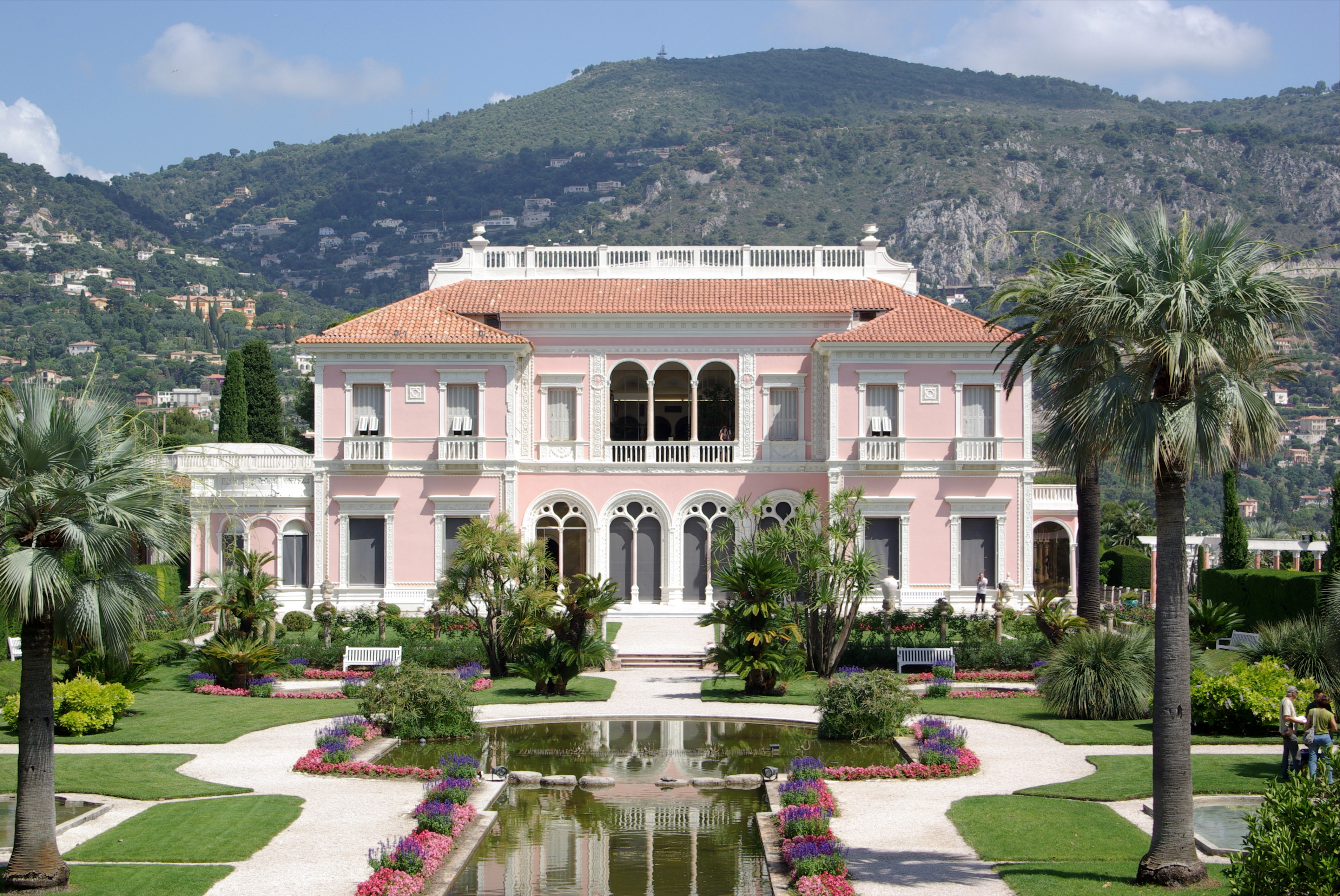
Villa Ephrussi de Rothschild